# 大平うみ
大平 うみ（おおひら うみ、1994年9月26日 - ）は、日本の女優である。
沖縄県出身。血液型はA型。所属事務所はフォスター。現在は東京で芸能活動と大学生活を送っている。
2022年6月20日現在、所属事務所とされるフォスターの所属アーティスト一覧には掲載されていない。

## 来歴
2008年沖縄でスカウトされ、別冊沖縄美少女図鑑vol.2でモデルとして活動する。

## 出演

### テレビドラマ
- 白旗の少女（2009年、テレビ東京）- 松川初子 役
- 同窓会〜ラブ・アゲイン症候群（2010年、テレビ朝日）- 宮沢彩 役

### CM
- 東進ハイスクール

### その他
- 別冊沖縄美少女図鑑vol.2